# Metalobosia similis
Metalobosia similis är en fjärilsart som beskrevs av Max Wilhelm Karl Draudt 1918. Metalobosia similis ingår i släktet Metalobosia och familjen björnspinnare. Inga underarter finns listade i Catalogue of Life.